# Fumiko Orikasa
Fumiko Orikasa (折笠 富美子, Orikasa Fumiko) est une actrice japonaise née le 27 décembre 1974 à Tōkyō. Elle est principalement connue pour son rôle de Rukia Kuchiki dans Bleach, Wanda dans One Piece, Saori Kido dans Saint Seiya, Riza Hawkeye dans Fullmetal Alchemist. En dehors de ses activités de seiyū, elle est aussi chanteuse.

## Ses principaux doublages

### Anime
- Agatha Christie's Great Detectives Poirot and Marple (Mabel West)
- Ashita no Nadja (Sylvie Arte)
- Atashin'chi (Mikan Tachibana)
- Ayakashi Ayashi (Atoru)
- Battle Programmer Shirase (Yoriko Yunoki)
- Bleach (Rukia Kuchiki, Hisana Kuchiki)
- Boogiepop Phantom (Saki Yoshizawa)
- Naruto (Shiki Fujioka) / (Akiho Uchiha)
- Chobits (Yuzuki)
- Naruto Shippuden (Akiho Uchiha)
- Code Geass: Lelouch of the Rebellion (Shirley Fenette, Ayame Futaba)
- Dennō Coil (Yūko Okonogi)
- Devil May Cry (anime) (Lady)
- Digimon Tamers (Ruki Makino)
- Figure 17 Tsubasa & Hikaru (Hikaru Shiina)
- La Fille des enfers (Inori Ujie)
- Fullmetal Alchemist: Brotherhood (Riza Hawkeye)
- Gad Guard (en) (Arashi Shinozuka)
- Genma Taisen (Meena)
- Gintama (Kyūbei Yagyū)
- Great Teacher Onizuka (Azusa Fuyutsuki)
- Ailes Grises (Haibane renmei) (Hikari)
- HeartCatch PreCure! (Azusa Takagishi)
- Hellsing (Seras Victoria)
- Higurashi no Naku Koro ni (Rumiko Chie)
- Higurashi no Naku Koro ni Kai (Rumiko Chie)
- Hyakko (Torako Kageyama)
- Ichigo Mashimaro (Matsuoka Miu)
- Inu-Yasha (Enju, Sara-hime)
- Jinki:Extend (Aoba Tsuzaki)
- Jūshin Enbu (Taki)
- Kaleido Star (Marion Benigni)
- Kobato. (Sayaka Okiura)
- Kuroko No Basket (Satsuki Momoi)
- Kyou Kara Maou! (Elizabeth)
- Kinnikuman II-Sei (Rinko Nikaidō)
- Mobile Suit Gundam SEED Destiny (Meyrin Hawke)
- One Piece (Miss Valentine, Wanda)
- Onegai My Melody (Risu-kun, Konmi)
- Pani poni dash! (Himeko Katagiri)
- Petite Princess Yucie (Beth)
- Pokémon Générations (Pikachu du joueur, Olga)
- RahXephon (Kim Hotal)
- Restol, the Special Rescue Squad (Mia)
- Ristorante Paradiso - Nicoletta
- Saishū Heiki Kanojo (Chise)
- Samurai 7 (Kirara)
- Scrapped Princess (Pacifica Casull)
- Shōnen onmyōji (Kazane)
- Shingetsutan Tsukihime (Ciel)
- Sket Dance (Yuuki Reiko)
- Sorcière de l'ouest (Firiel Dee)
- Stellvia of the Universe (Yayoi Fujisawa)
- Stratos 4 (Karin Kikuhara)
- Telepathy Shōjo Ran (Momoko Ōhara)
- La Tour de Druaga (Kaaya)
- Tokkō (Sakura Rokujo)
- Vampire Knight (Shizuka Hiou)
- Vandread (Meia Gisborn)
- Vandread: The Second Stage (Meia Gisborn)
- Xam'd: Lost Memories (Haru Nishimura, Roppa)
- Zatch Bell! (Sherie Belmond)
- Zorori le magnifique (Princess Elzie)

### OVA
- Hellsing Ultimate (Seras Victoria)
- Hourglass of Summer (Ligene/Lee Jane)
- SaiKano: Another Love Song (Chise)
- Saint Seiya: Hades - Chapter Sanctuary (Saori Kido/Athena)
- Saint Seiya: Hades - Chapter Inferno - 1st part (Saori Kido/Athena)
- Saint Seiya: Hades - Chapter Inferno - 2nd part (Saori Kido/Athena)
- Saint Seiya: Hades - Chapter Elysion (Saori Kido/Athena)
- Stratos 4: Return to Base (Karin Kikuhara)
- Stratos 4: Advance (Karin Kikuhara)
- Stratos 4: Advance Kanketsu Hen (Karin Kikuhara)
- Strawberry Marshmallow (Miu Matsuoka)

### Films
- Bleach: Memories of Nobody (Rukia Kuchiki)
- Bleach: The Diamond Dust Rebellion (Rukia Kuchiki)
- Bleach: Fade to Black (Rukia Kuchiki)
- Digimon Tamers: Battle of Adventurers (Ruki Makino)
- Digimon Tamers: Runaway Locomon (Ruki Makino)
- Dōbutsu no Mori (Sally the Elephant)
- Doraemon: Nobita no Takarajima (Sarah)
- Millennium Actress (young Chiyoko Fujiwara)
- Naruto Shippuden : Un funeste présage (Miroku)
- Pokémon Heroes (Bianca)
- InuYasha the Movie: Fire on the Mystic Island (Asagi)

### Jeux vidéo
- Bleach: Brave Souls (Rukia Kuchiki)
- Bleach: Heat the Soul séries (Rukia)
- Dirge of Cerberus: Final Fantasy VII (Shelke the Transparent)
- Eternal Sonata (Princess Serenade)
- Fullmetal Alchemist: Prince of the Dawn (Risa Hawkeye)
- Hourglass of Summer (Ligene/Lee Jane)
- Konjiki no Gash Bell series (Sherry)
- Hawkeye)
- Jump Force (Rukia Kuchiki)
- Luminous Arc (Cecille)
- Street Fighter IV (Chun-Li)
- Suikoden V (Miakis)
- Symphonic Rain (Liselsia Cesarini)
- Tatsunoko vs. Capcom (Chun-Li)
- Genshin Impact (Ronova)

### Tokusatsu
- Mirai Sentai Timeranger (Time Robota)